# حصب الدرد (المضاربة والعارة)

تعديل مصدري - تعديل

حصـب الدرد هي إحدى قرى عزلة العارة بمديرية المضاربة والعارة التابعة لمحافظة لحج، بلغ تعداد سكانها 113 نسمة حسب تعداد اليمن لعام 2004.